# Banu Kanz
Banu al-Kanz ( en arabe : بنو كنز   ) (également connu sous les noms de Beni Kanz, d' Awlad Kanz ou de Kunuz ) était une dynastie musulmane semi-nomade d'ascendance mixte arabe - Beja qui régnait sur la région frontalière entre la Haute-Égypte et la Nubie entre les Xe et XVe siècles. Ils descendaient des fils de cheikhs de la tribu arabe Banu Rabi'ah et de princesses de la tribu Beja Hadariba. Ils ont pris le contrôle officiel de la région d'Assouan, de Wadi Allaqi et de la zone frontalière au début du XIe siècle lorsque leur chef, Abu al-Makarim Hibatallah, a capturé un grand rebelle au nom des autorités fatimides. Abu al-Makarim reçut le titre de Kanz al-Dawla (Trésor de l'État) par le calife al-Hakim, ses successeurs héritèrent du titre. Les Banu Kanz sont entrés en conflit avec les Ayyubides en 1174, ils ont été vaincus et forcés de migrer vers le sud dans le nord de la Nubie (Nobatie), où ils ont contribué à accélérer l'expansion de l'islam dans cette région majoritairement chrétienne. Ils ont finalement pris le contrôle du royaume nubien de Makurie au début du XIVe siècle, mais ont été supplantés au début du XVe siècle, par les membres de la tribu Hawwara envoyés par les Mamelouks pour les combattre. Leurs descendants modernes sont une tribu soudanaise connue sous le nom de "Kunuz", qui vit dans l'extrême nord du pays.

## Histoire

### Origines
Les origines des Banu al-Kanz sont liées aux migrations de tribus arabes vers la région située à la frontière entre l’Égypte et  la Nubie au IXe siècle.  Les tribus nomades arabes, dont les plus importantes étaient les Mudhar, les Rabi'ah, les Juhaynah et les Qays 'Aylan,  migrent dans cette région après la découverte de mines d'or et d'émeraude.  
Les Banu Kanz descendent des Banu Rabi'ah, qui se sont déplacés de l'Arabie vers l'Égypte sous le règne du calife abbasside al-Mutawakkil, entre 847 et 861 CE.  
En 855, Abdullah ibn Abd al-Hamid al-Umari, originaire de Médine et ayant étudié à al-Fustat et à Kairouan, émigre à Assouan, où il cherche à profiter des mines d'or de la région.  Lui et ses esclaves sont protégés par les Mudhar et, il devient progressivement leur cheikh (chef).  Al-Umari et les Mudhar sont chassés de Wadi Allaqi et d'Assouan par les Rabi'ah et commencent à installer leurs campements et leur colonie minière à al-Shanka, à l'est du Royaume de Makurie ("al-Maqurra" en arabe ).  Al-Umari est de nouveau repoussé au nord vers Wadi Allaqi et Assouan par les Nubiens de Makurie à la fin du IXe siècle.  Puis il est reconnu par les Juhayna, les Rabi'ah et les Qays 'Aylan comme leur chef.  Al-Umari dirige alors une énorme exploitation minière d'or dans la région de Wadi Allaqi et d'Assouan, ce qui lui permet de financer son indépendance.  Il bat à deux reprises l'armée égyptienne d' Ahmad ibn Tulun, le gouverneur de l'Égypte (r. 868–884), et force ce dernier à cesser ses attaques. Il est finalement assassiné par des membres de la tribu Mudhar après avoir réprimé une révolte des Rabi'ah.  Après sa chute, l'activité tribale arabe continue de s’accroitre dans le désert arabique situé à l'est de l'Egypte.
Les Rabi'ah émergent comme la plus puissante des tribus arabes à la frontière égypto-nubienne.  Au Xe siècle, ils dirigent une principauté qui succède à celle d'al-Umari.  Les Rabi'ah profitent de leur alliance avec le peuple indigène Beja, en particulier avec la tribu musulmane Hadariba, qui contrôle la région entre la côte de la mer Rouge et les rives orientales du Nil.  L'alliance se manifeste par des partenariats commerciaux dans l'exploitation minière et par des mariages mixtes, y compris entre les chefs des deux tribus.  Les fils de père Rabi'ah et de mère Hadariba héritent des terres et des titres de leurs grands-parents maternels car l'héritage Beja donne la priorité à la descendance de la mère.  Ainsi, en 943, Ishaq ibn Bishr, né d'un père Rabi'ah, devient le chef de la principauté de Rabi'ah-Hadariba après avoir succédé à ses oncles maternels Beja Abdak et Kawk.  Selon l'historien arabe du XIVe siècle Ibn Fadlallah al-Umari, Rab'iah et Beja "sont devenus comme un seul peuple" pendant le règne d'Ishaq.  Ce dernier est tué à Wadi Allaqi lors d'une guerre intra-tribale , il est remplacé par un cousin paternel de Bilbays, Abu Yazid ibn Ishaq.  Abu Yazid établit Assouan comme capitale de la principauté et est reconnu comme le «protecteur d'Assouan» par le califat fatimide, qui contrôle la Haute Égypte.

### Kanz al-Dawla, intégration dans l'État fatimide
En 1006, le fils et successeur d'Abu Yazid, Abu al-Makarim Hibatallah, est honoré en tant que Kanz al-Dawla (Trésor de l'État) par le calife fatimide Al-Hakim bi Amr Allah en récompense de la capture du rebelle anti-fatimide Abu Rakwa,.  Les successeurs d'Abu al-Makarim héritent du titre de Kanz al-Dawla, et leur peuple composé des Rabi'ah et des Hadariba prend le nom de "Banu Kanz" (également orthographié Banu'l Kanz, Banu al-Kanz ou Kunuz).  La principauté du Banu Kanz comprend alors la campagne d'Assouan au nord, la majeure partie du désert arabique entre Assouan et la mer Rouge et est limitée au sud par la frontière avec la Nubie.  Cela permet aux Banu Kanz de contrôler les mines de Wadi Allaqi, les routes reliant les mines à Assouan et à la ville portuaire d'Aydhab sur la mer Rouge ainsi que le commerce entre la Nubie et l'Égypte.  Cette position leur confère une richesse et une influence substantielles. 
Malgré leur puissance, les Banu Kanz ne sont pas indépendants de l'État fatimide, leur titre de Kanz al-Dawla, qui dépend du gouverneur fatimide de Qus, leur permet de bénéficier d'un rôle important au sein du système fatimide.  Les califes confie au Kanz al-Dawla la responsabilité de gérer les relations diplomatiques et le commerce avec la Nubie, la perception des impôts dans les villages frontaliers, la protection des mines de Wadi Allaqi et de contrôler les voyageurs et caravanes traversant la principauté. Les homologues nubiens du Kanz al-Dawla, basés en Nobatie (Al Maris en arabe), jouent un rôle similaire, ils appartiennent à une branche mineure de la confédération Rabi'ah-Hadariba. 

### Conflit avec lesAyyoubides
En 1168, les Banu Kanz offrent refuge aux régiments noirs africains dissous de l'armée fatimide grâce aux aides influentes du calife al-Adid, du général Shirkuh et de son neveu Saladin.  Saladin renverse al-Adid en 1171 et établit le sultanat ayyoubide en Égypte. L'armée multi-ethnique des Fatimides est dissoute et remplacée par une armée composée de Turkmènes et de Kurdes. En 1171/72, l'armée nubienne, alliée aux anciens contingents noirs africains des Fatimides, tente d'occuper la Haute-Égypte et met à sac Assouan, le Kanz al-Dawla demande l'assistance militaire de Saladin.  Les Ayyoubides et les Banu Kanz chassent les Nubiens et les unités de l'armée rebelle fatimide de la Haute-Égypte. En 1172-1173, Saladin envoie une armée commandée par son frère Turansha pour mener une action punitive contre les Nubiens. Ils occupent Qasr Ibrim et attaquent Faras où ils tuent l'évêque. En 1175, ils se retirent de Qasr Ibrim qui est réoccupée par les Nubiens.  
Le règne des Ayyoubides voit bientôt la montée en puissance d'une élite militaire turco-kurde syrienne en Égypte. Cette évolution se fait aux dépens des tribus arabes et des régiments africains, avec lesquels les Fatimides avaient maintenu des liens étroits. Les Banu Kanz et les tribus arabes de Haute-Égypte estiment que leur iqta (fiefs) et leurs privilèges officiels sont menacés par le nouvel ordre ayyoubide.  Lorsque Saladin transfère l'iqta des Banu Kanz à un émir ayyoubide (un frère de l'émir ayyoubide Abu al-Hayja al-Samin), les Banu Kanz tuent l'émir et sa suite.  En 1174, Ibn al-Mutawwaj, le Kanz al-Dawla, lance une insurrection contre les Ayyoubides pour restaurer les Fatimides. Il obtient le soutien d'autres tribus arabes de la région et des régiments africains et cherche à s'allier à la révolte d'Abbas ibn Shadi, le chef des tribus arabes en Moyenne Égypte.  Mais avant que les Banu Kanz ne puissent se lier à Abbas, les forces de Saladin, sous le commandement d'Abu al-Hayja, battent l'armée d'Abbas et le tuent.  Puis l'armée ayyoubide attaquent les Banu Kanz et les battent lors d'importants affrontements à Assouan. Ibn al-Mutawwaj, le Kanz al-Dawla, est finalement capturé et exécuté à la suite de la défaite de son armée. 
L'expulsion des Banu Kanz de la zone frontière autour d'Assouan provoque la régression de la région, l'exploitation des mines est considérablement réduite, et les voyageurs et caravanes sont maintenant soumis aux raids bédouins.  Les Banu Kanz migrent vers le sud et occupent la Nobatie où le contrôle nubien de la région avait considérablement diminué après leur défaite face aux armées ayyoubides en 1172.  Les Banu Kanz assimilent la culture et la langue nubiennes, mais leur mode de vie reste islamique.  Leur présence en Nobatie a largement contribué à la diffusion de l'islam et de la langue arabe en Nubie.  

### Les Banu Kanz en Makurie, conflits avec les Mamelouks
En 1317, le sultan mamelouk an-Nasir Muhammad (les Mamelouks succédèrent aux Ayyoubides en Égypte en 1250) conspire pour installer un prétendant musulman fantoche, Barshanbu, en tant que roi de la Makurie chrétienne, en remplacement du roi Karanbas.  Ce dernier cherche à éviter sa déposition en présentant son neveu, le Kanz al-Dawla, à an-Nasir Muhammad, comme remplaçant musulman potentiel  à la place de Barshanbu.  Karanbas considère le Kanz al-Dawla comme plus acceptable et potentiellement plus coopératif que Barshanbu.  Cependant, le Kanz al-Dawla est arrêté par les Mamelouks à son arrivée au Caire et les Mamelouks réussissent à installer Barshanbu comme roi.  Ce dernier décrète l'islam religion de la Makurie.  Le Kanz al-Dawla est libéré peu de temps après et récupère le trône, incitant le sultan an-Nasir Muhammad à lancer deux expéditions contre les Banu Kanz (la dernière en 1324), elles seront infructueuses et le Kanz al-Dawla restera sur le trône de Makurie. 
Sous le règne du sultan al-Ashraf Sha'ban (1363-1376) et du régent Yalbugha al-Umari, les Banu Kanz et leurs alliés arabe, les Banu Ikrima, contrôlent la région située entre les ports de la mer Rouge, Aydhab et Suakin à l'est et le Rives du Nil à l'ouest.  Les Mamelouks envoient une expédition contre les Banu Kanz et les Banu Ikrima après que Dongola ait été prise par les membres de la tribu et son roi tué.  Le Kanz al-Dawla et d'autres chefs Banu Kanz se rendent au gouverneur mamelouk de Qus en décembre 1365. Les Banu Kanz attaquent Assouan en 1366 puis de nouveau en 1370 en incendiant la ville.  Ils sont vaincus lors d'une expédition militaire par Ibn Hassan, le gouverneur d'Assouan, en 1378.  Sous le règne du sultan Barquq, ce dernier envoie les tribus berbères de la confédération Hawwara en Haute-Egypte et dans la région frontalière pour contrer les Banu Kanz.  Les Hawwara remplacent progressivement les Banu Kanz comme puissance dominante dans la région.  Les descendants modernes des Banu Kanz sont connus sous le nom de "Kunuz" et habitent la partie nord du Soudan . 